# Amtsgericht Guttentag
Das Amtsgericht Guttentag war ein preußisches Amtsgericht mit Sitz in Guttentag.

## Geschichte
In Guttentag bestand von 1849 bis 1879 die Gerichtskommission Guttentag des Kreisgerichtes Lublinitz. Das königlich preußische Amtsgericht Guttentag wurde mit Wirkung zum 1. Oktober  1879 als eines von 13 Amtsgerichten im Bezirk des Landgerichtes Oppeln im Bezirk des Oberlandesgerichtes Breslau gebildet. Der Sitz des Gerichtes war Guttentag. Sein Gerichtsbezirk umfasste aus dem Kreis Lublinitz den Stadtbezirk Guttentag und die Amtsbezirke Schloss Guttentag, Gwosdzian und den Gemeindebezirk Pluder aus dem Amtsbezirk Koschmieder. Am Gericht bestand 1880 eine Richterstelle. Das Amtsgericht war damit ein kleines Amtsgericht im Landgerichtsbezirk.
Im Jahre 1945 wurde der Amtsgerichtsbezirk unter polnische Verwaltung gestellt, und die deutschen Einwohner wurden vertrieben. Damit endete auch die Geschichte des Amtsgerichtes Guttentag.